# Хэнцинь
 Хэнцинь (кит. трад. 橫琴島, англ. Hengqin, порт. Ilha da Montanha) — специальный экономический район и одноимённый остров в составе городского округа Чжухай (провинция Гуандун, Китай). Расположен напротив островной части специального административного района Макао. Формально входит в состав городского района Сянчжоу в качестве посёлка (Hengqin Town), фактически имеет статус Нового района провинциального подчинения (Hengqin New Area).
Хэнцинь является зоной совместного развития провинции Гуандун и специального административного района Макао. На части территории Хэнциня (университетский кампус и пропускной комплекс Порт Хэнцинь) действует законодательство Макао, а специальные службы (в том числе Управление полиции общественной безопасности и Таможенная служба Макао) осуществляют контроль за перемещением граждан и грузов через контрольно-пропускные пункты.

## География

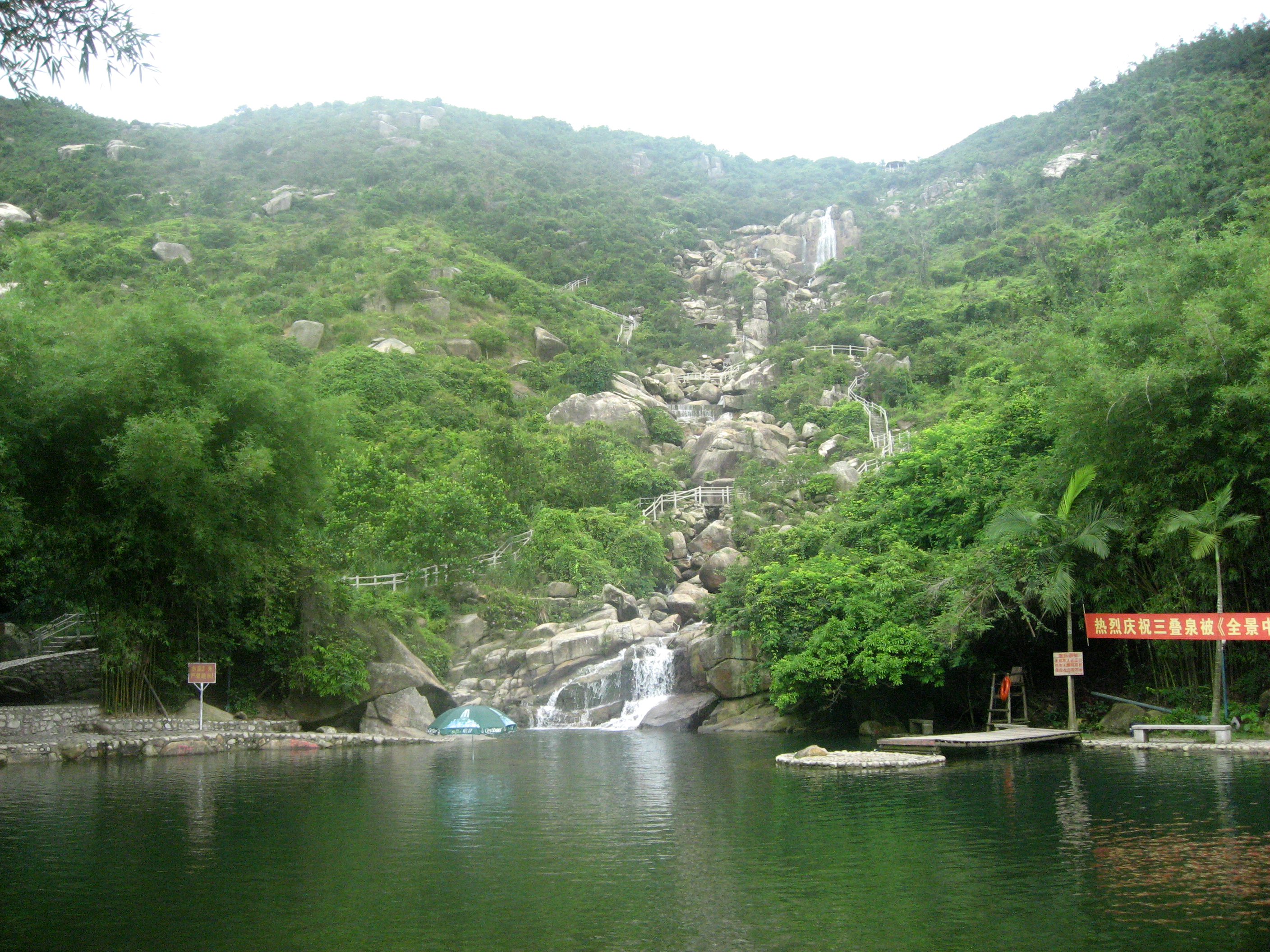
Водопад на острове Хэнцинь

Остров Хэнцинь расположен в дельте Жемчужной реки, в месте впадения реки Си (один из рукавов Чжуцзяна) в Южно-Китайское море. Он является крупнейшим из 146 островов в составе Чжухая, занимая площадь более 106 км². Пролив Шисаньмэнь шириной 200 метров отделяет Хэнцинь от островной части Макао, а пролив Малючжоу — от материковой части Чжухая.
Ранее остров Хэнцинь состоял из двух небольших островков (Сяохэнцинь и Дахэнцинь), которые со временем слились в один в результате речных наносов и масштабных намывных работ. Осушение прибрежных участков продолжается и сейчас. На острове Хэнцинь имеются красивые бухты, песчаные пляжи, скальные образования с водопадами и участки тропического леса, а также источники пресной воды, небольшие ручьи и искусственные водоёмы для разведения морепродуктов. Центральный ручей (Central Creek, 中心溝), протекающий по болотистой долине, служит естественной границей между Сяохэнцинь и Дахэнцинь.
Длина береговой линии острова составляет около 50 км. Климат субтропический муссонный, среднегодовая температура колеблется в пределах 22—23 °C. Важное значение для экологии острова имеет создание водно-болотных парков и озёр с дождевой водой. В Хэнцине активно внедряется концепция «губчатого города», в котором дождевая вода тщательно улавливается и используется повторно.

## История

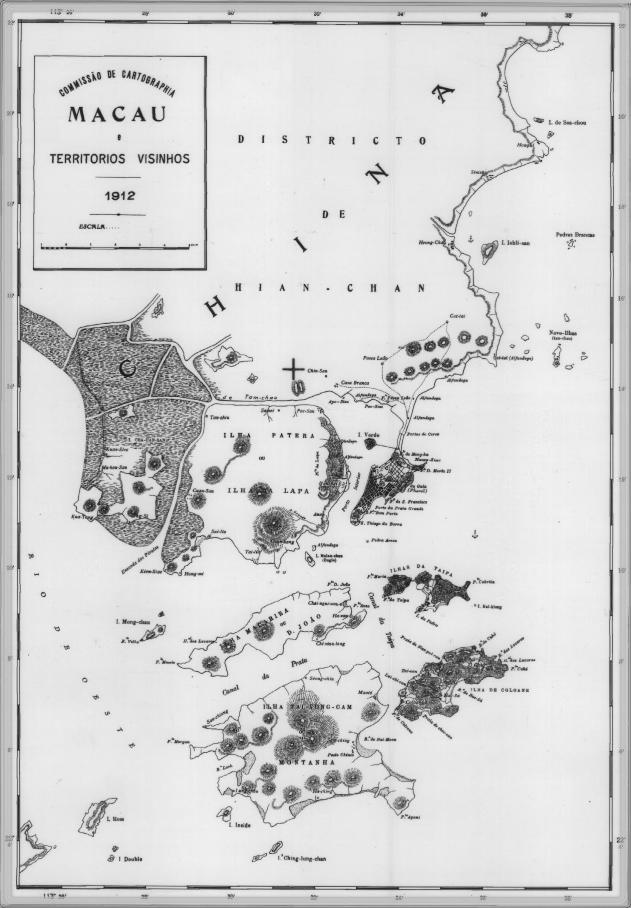
Португальская карта Хэнциня и Макао 1912 года

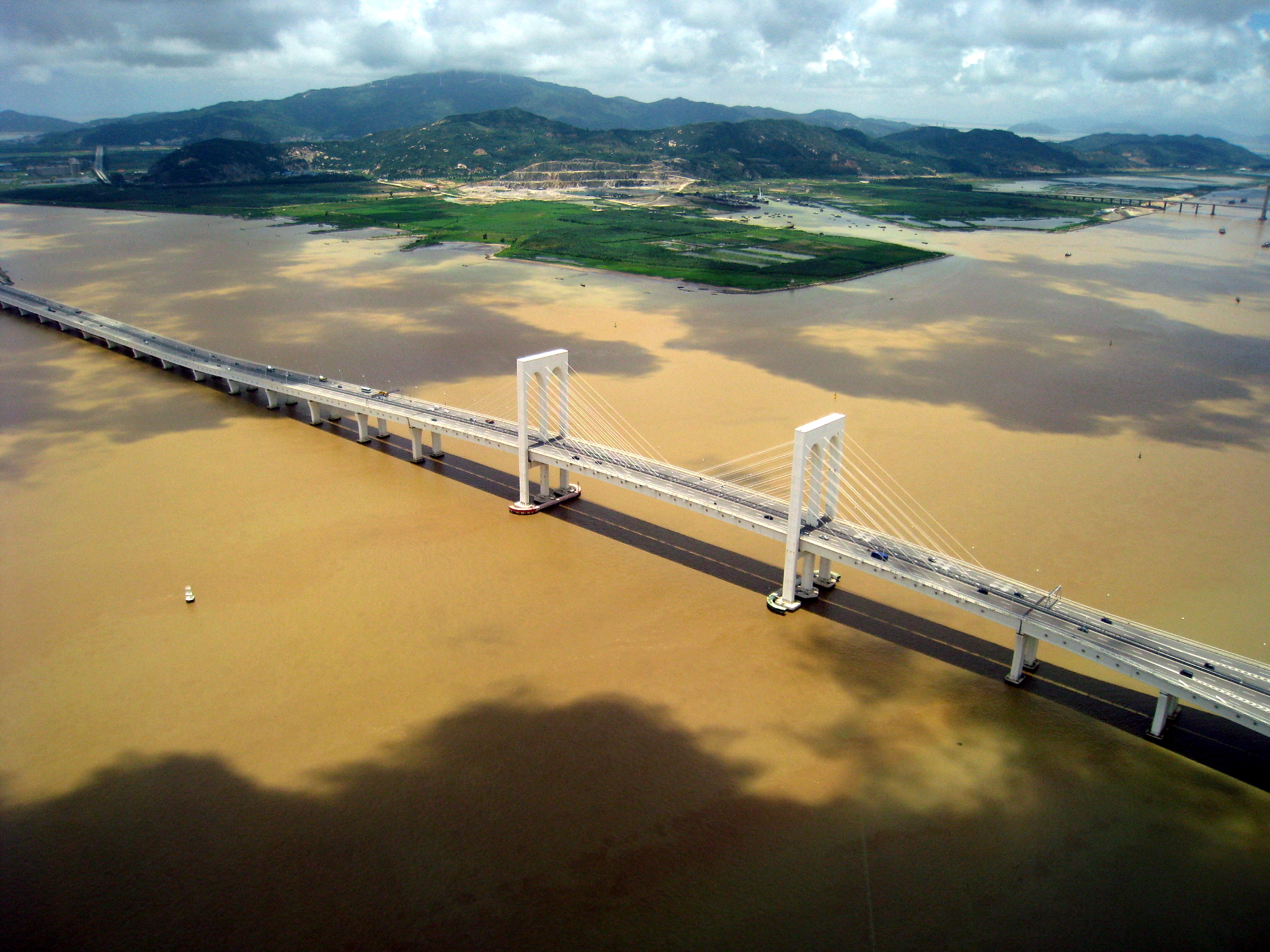
Остров Хэнцинь в 2008 году

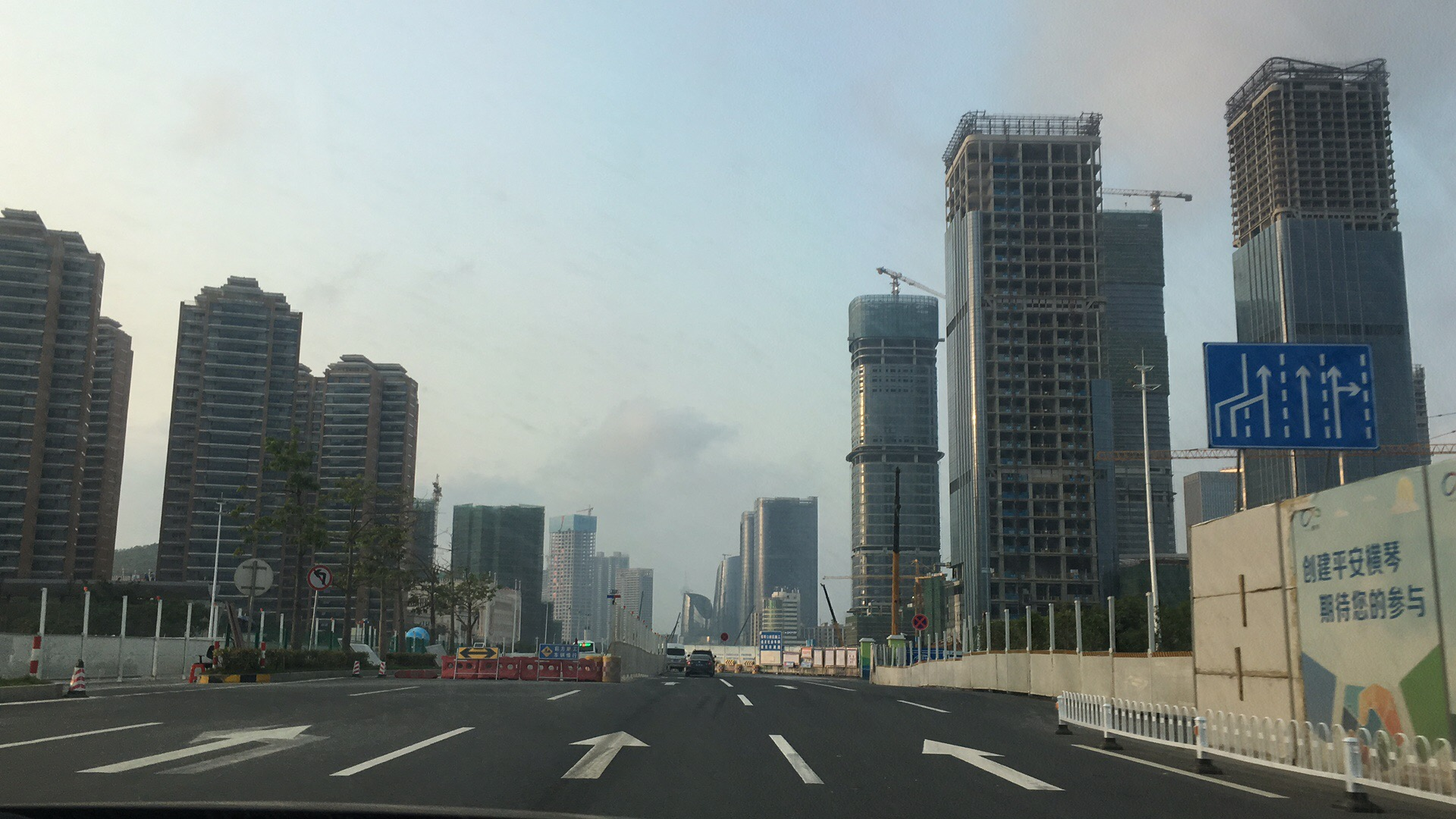
Застройка центрального проспекта в 2019 году

Во второй половине XIII века, во время монгольского вторжения на земли Южной Сун, в районе современного острова Хэнцинь происходили морские сражения между лоялистами и захватчиками. После того, как в середине XVI века португальцы аннексировали Макао, они фактически взяли под контроль и соседние острова к западу от колонии. В те времена в устье реки Си находились три отдельных острова — Ваньцзай (Wanzai, который португальцы называли Lapa), Малый Хэнцинь (Xiao Hengqin, который португальцы называли Dom João) и Большой Хэнцинь (Da Hengqin, который португальцы называли Montanha).
В начале XVIII века на Ваньцзае уже были португальские оборонительные батареи и небольшая фабрика. Португальские миссионеры обратили часть местных крестьян в католицизм, но большинство островитян придерживались традиционных верований. В XIX веке власти Макао из-за слабости китайской армии даже собирали налоги с жителей трёх островов в обмен на свою протекцию. Со временем на островах появились католические школы и даже португальский лепрозорий на Малом Хэнцине.
После начала японского вторжения в Южный Китай португальцы в 1938 году ввели свои войска на острова для защиты католических миссионеров. В 1941 году, после угроз со стороны японцев, португальцы были вынуждены вернуться в пределы Макао. После поражения Японии острова заняли китайские войска. Со временем остров Ваньцзай слился с материковым Чжухаем (территория современного парка Чжусянь), а между островами Малый и Большой Хэнцинь появился искусственный перешеек.
После передачи в 1999 году Макао КНР ротация китайского гарнизона в Макао происходит через КПП Хэнцинь. В июне 2009 года власти Макао приняли решение о строительстве университетского кампуса на арендованном участке восточного побережья острова Хэнцинь.
В августе 2009 года Государственный совет КНР утвердил общий план развития острова Хэнцинь, который стал моделью сотрудничества между Гуандуном, Макао и Гонконгом. В декабре 2009 года был официально учреждён Новый район Хэнцинь (Hengqin New Area), после чего остров с визитом посетил председатель КНР Ху Цзиньтао. Для стимулирования иностранных инвестиций в Хэнцине были введены быстрое таможенное оформление грузов, льготное налогообложение и строгие экологические нормы.
В июле 2011 года Госсовет официально утвердил новую стратегию реализации инновационной политики в Хэнцине. Власти сдали часть района Хэнцинь в аренду соседнему Макао с распространением на арендованную территорию законодательства последнего. За три года Hengqin New Area привлекла инвестиции в размере 120 млрд юаней. К концу 2012 года был построен новый кампус Университета Макао.
В марте 2014 года на острове открылась первая очередь парка развлечений Chimelong Ocean Kingdom, в июне 2014 года открылся Промышленный парк сотрудничества Гуандун — Макао. С января по июнь 2014 года ВВП Хэнциня вырос на 72 % в годовом исчислении, достигнув 2,3 млрд юаней (371 млн долларов США). Освоенные иностранные инвестиции составили 163 млн. долларов США, что на 206 % больше по сравнению с предыдущим годом. В сентябре 2015 года открылся Международный теннисный центр Хэнциня.
В 2016 году ВВП Хэнциня достиг 15,7 млрд юаней (+ 20,1 % в годовом исчислении), налоговые поступления района достигли 12,4 млрд юаней (+ 33,2 % в годовом исчислении). По состоянию на 2017 год в Хэнцине было зарегистрировано более 32,8 тыс. предприятий с общим регистрационным капиталом в 1,75 трлн юаней (в том числе 1488 компаний из Макао и Гонконга, которые инвестировали средства в новый район); на острове работало 1,5 тыс. граждан Макао и Гонконга.
В августе 2020 года открылась первая фаза Чжухайской железной дороги, которая проходит через Хэнцинь. В сентябре 2021 года Центральный комитет Коммунистической партии Китая и Госсовет КНР обнародовали комплексную программу строительства на острове Хэнцинь зоны углублённого сотрудничества между провинцией Гуандун и специальным административным районом Макао. Общая площадь зоны составит около 106 кв. км. По состоянию на сентябрь 2021 года в Хэнцине было зарегистрировано 4578 предприятий с участием инвестиций из Макао, 314 компаний из Макао имели свои офисы в Хэнцине. Промышленный парк сотрудничества Гуандун — Макао предоставил земельные участки для 25 проектов с договорными инвестициями в размере 79,3 млрд юаней (12,28 млрд долларов США). Промышленный парк традиционной китайской медицины, совместно созданный Гуандуном и Макао, способствовал реализации 50 фармацевтических проектов. Четыре государственные лаборатории Макао открыли филиалы в Хэнцине, положив начало 613 инновационным и стартап-проектам.
1 марта 2024 года на острове Хэнцинь начал действовать новый таможенный режим, позволяющий беспошлинно ввозить большинство товаров из соседнего Макао.

## Население
В 2010 году на острове Хэнцинь проживало 6,9 тыс. человек (из них 4,2 тыс. жили здесь до образования нового района в 2009 году). Однако после начала строительства нового города население района начало быстро расти. К осени 2017 года в новом районе Хэнцинь проживало уже более 43 тыс. человек. Власти Хэнциня активно привлекают к себе молодых специалистов и другие таланты из Гуандуна, Макао, Гонконга и Тайваня. Мигранты из соседних городов говорят на кантонском диалекте, а мигранты из северных и центральных провинций Китая — на мандарине. В отдалённых областях острова сохранились деревни, где коренные жители выращивают рис и разводят устриц.
По состоянию на конец 2023 года на Хэнцине работали и проживали 11,5 тыс. жителей Макао, что более чем на 70 % больше по сравнению с предыдущим годом.

## Административное деление
Новый район Хэнцинь состоит из одного посёлка, трёх общин и 11 деревень.

## Экономика

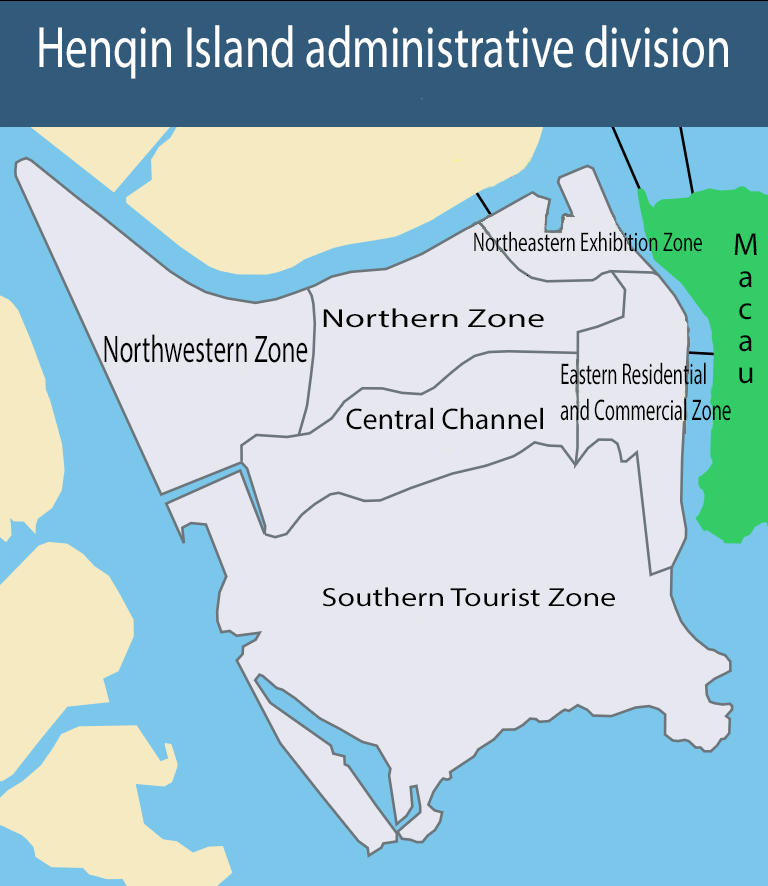
Зонирование района Хэнцинь

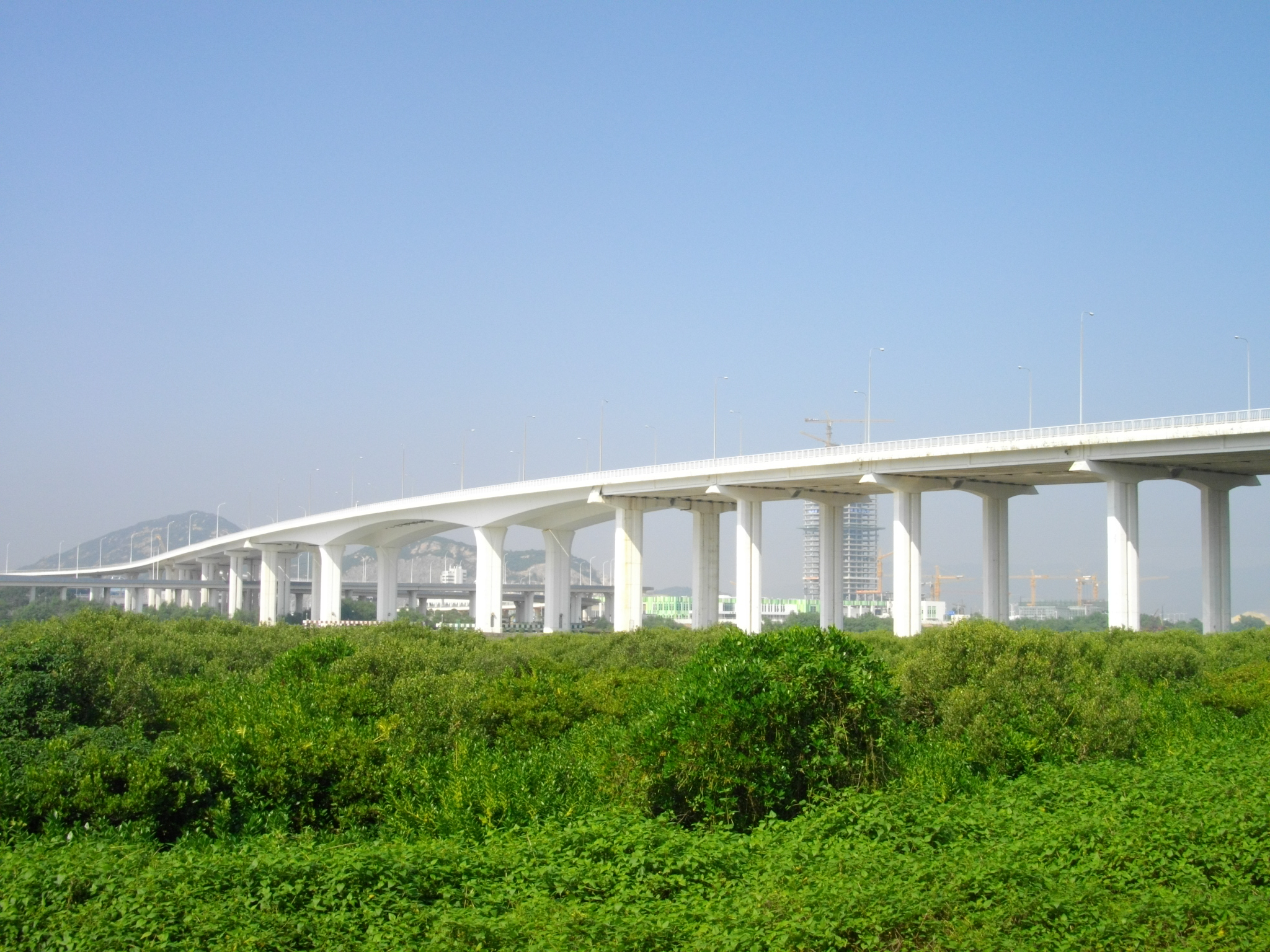
Мост Лотоса

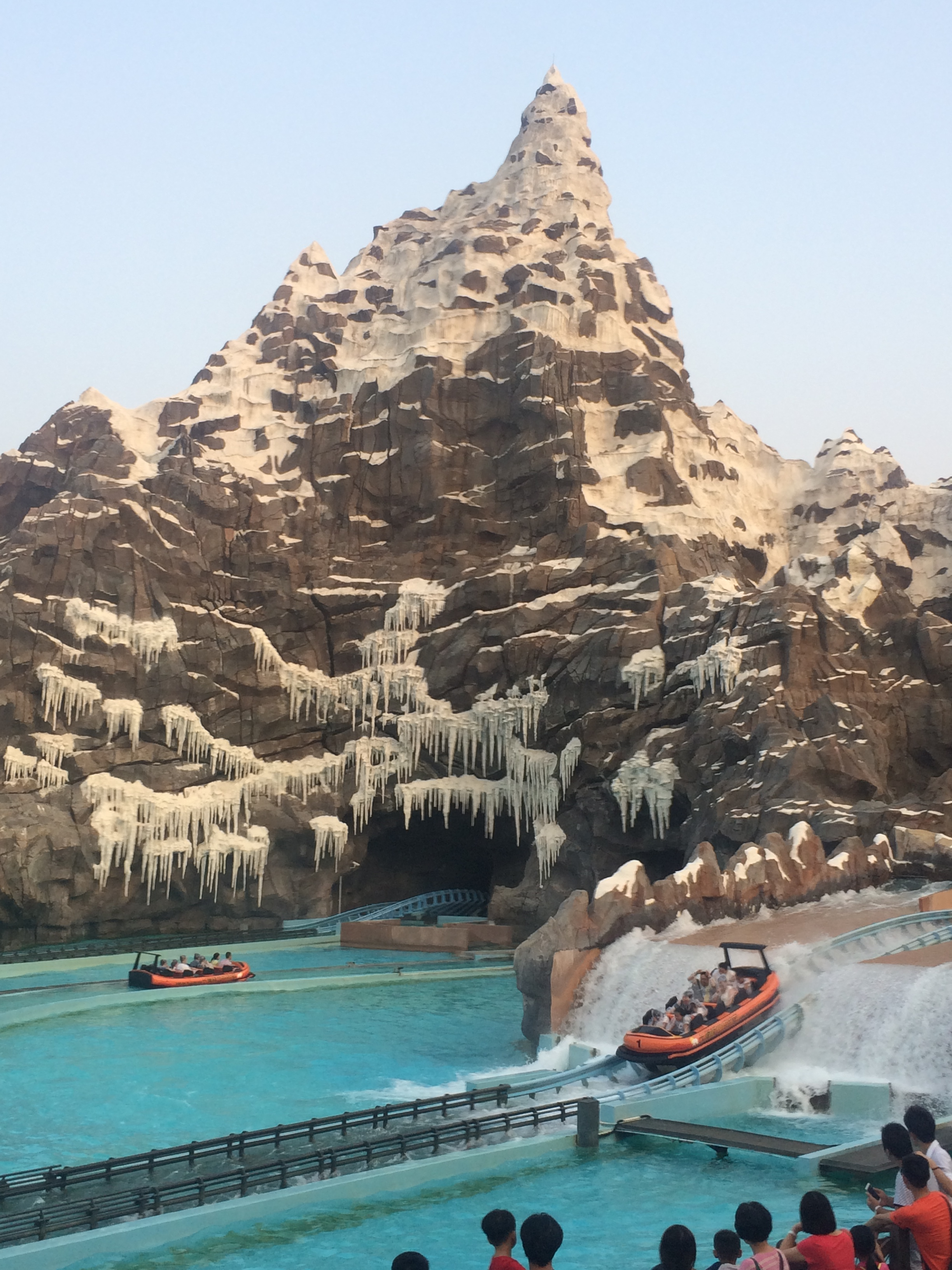
Chimelong Ocean Kingdom

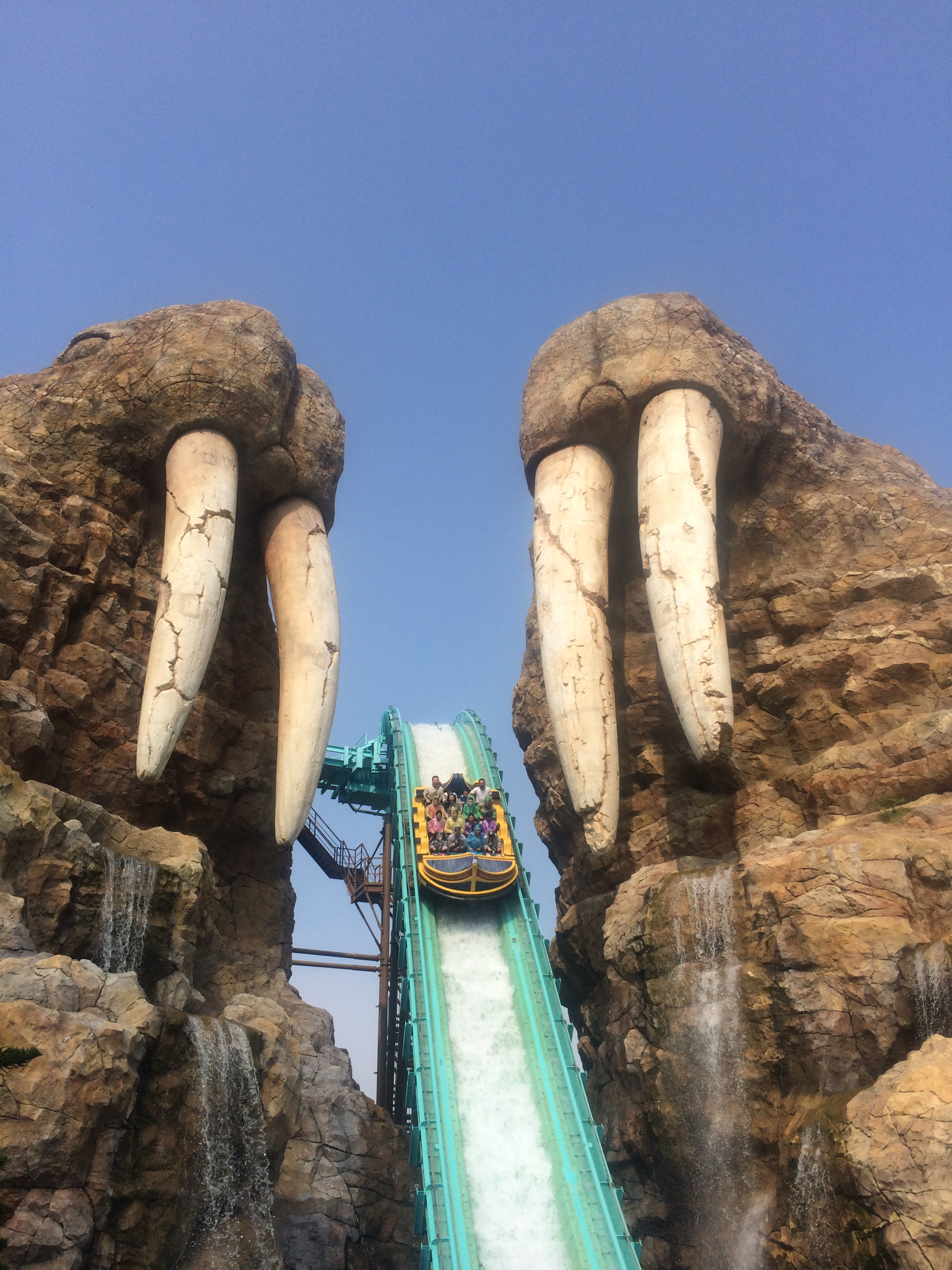
Chimelong Ocean Kingdom

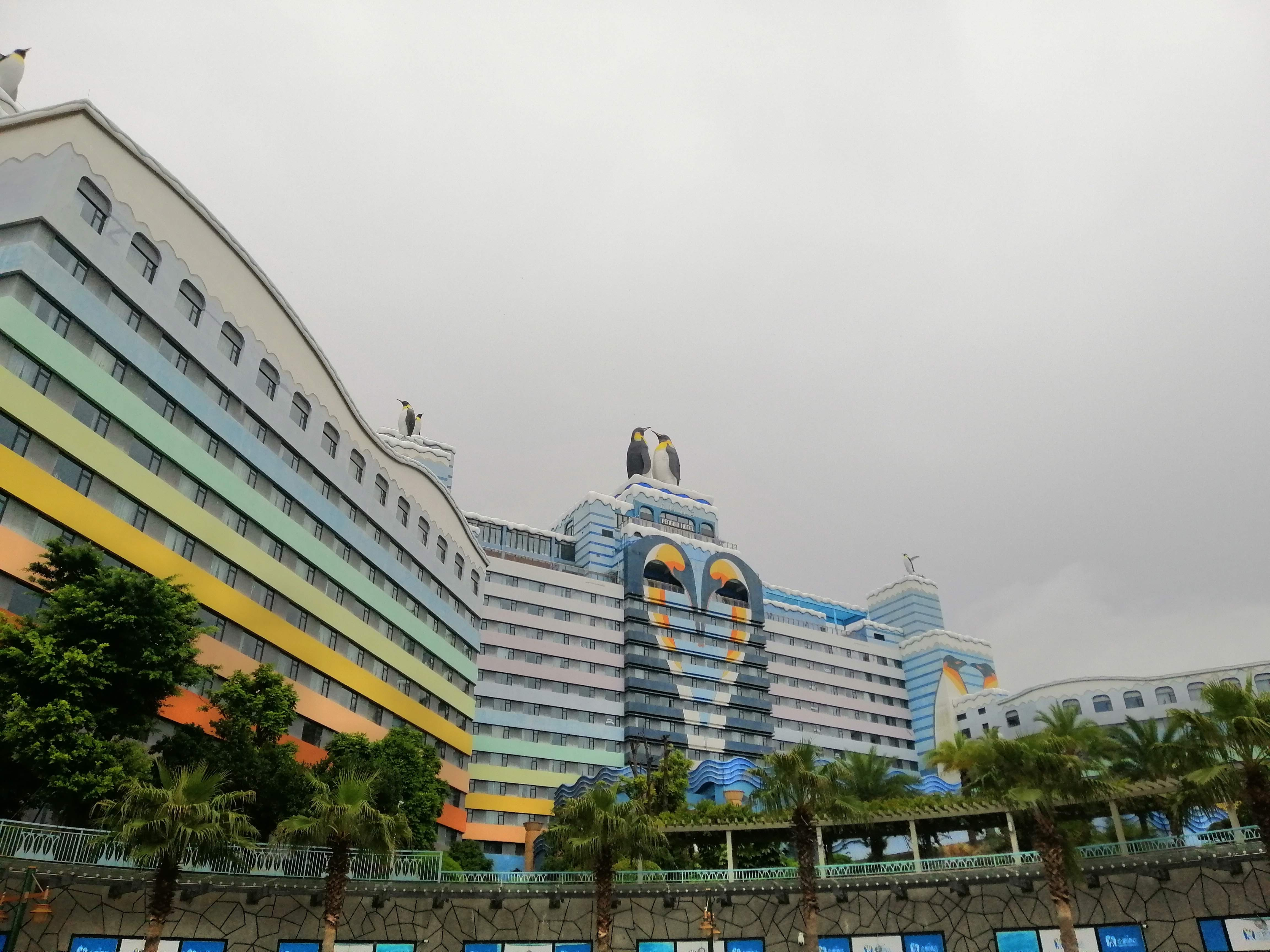
Chimelong Penguin Hotel

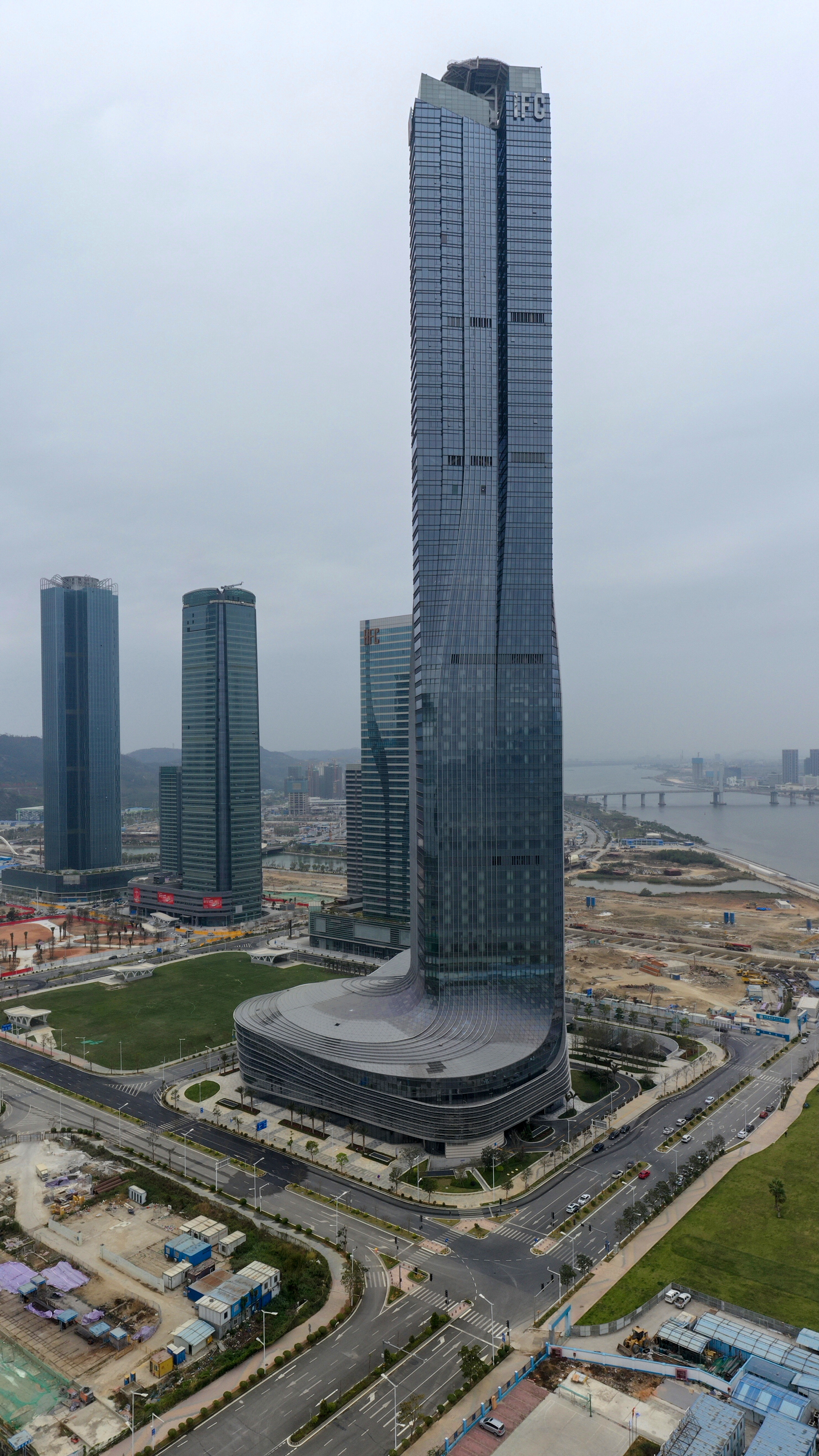
Hengqin IFC — самый высокий небоскрёб острова

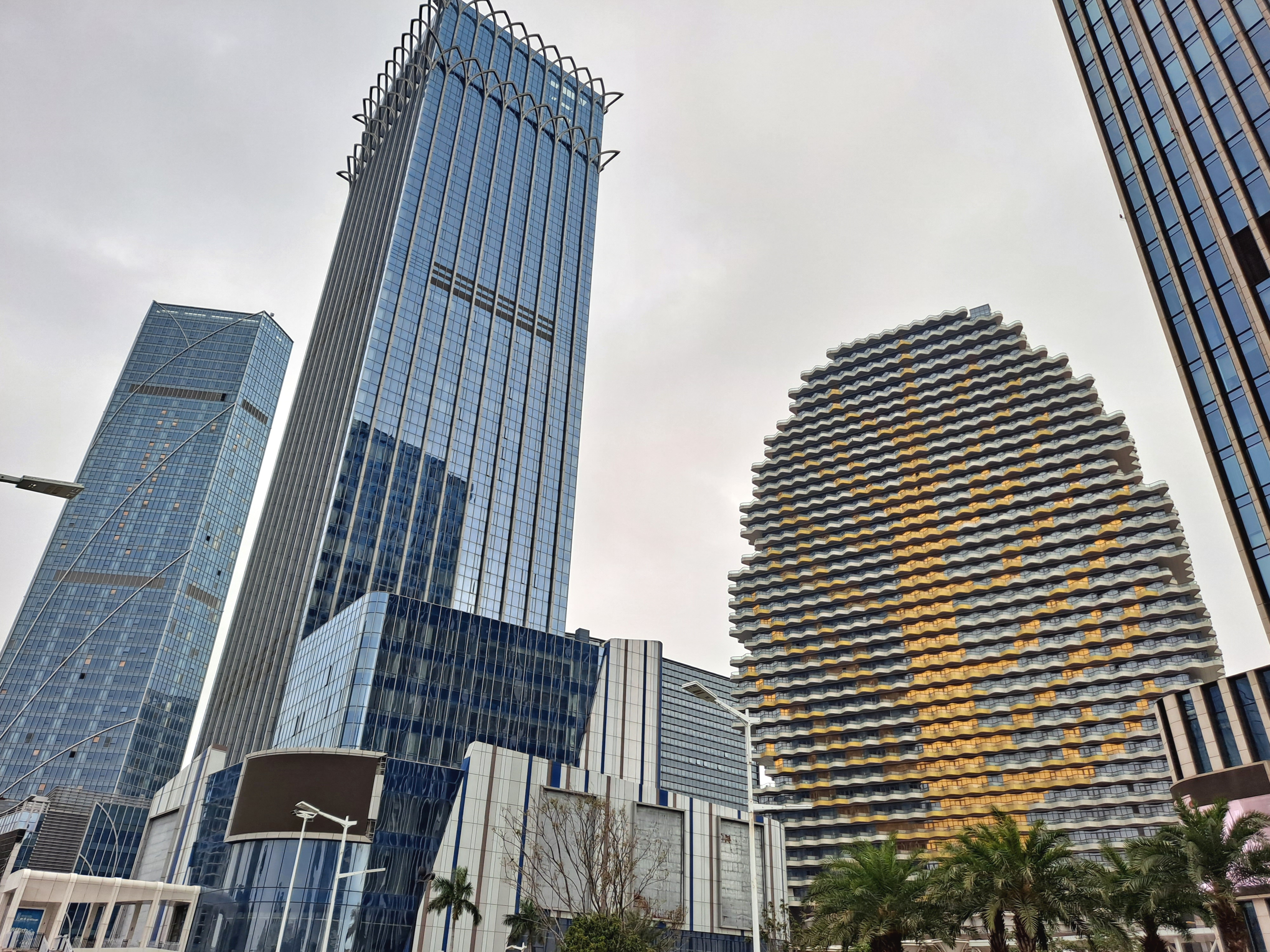
Деловой центр

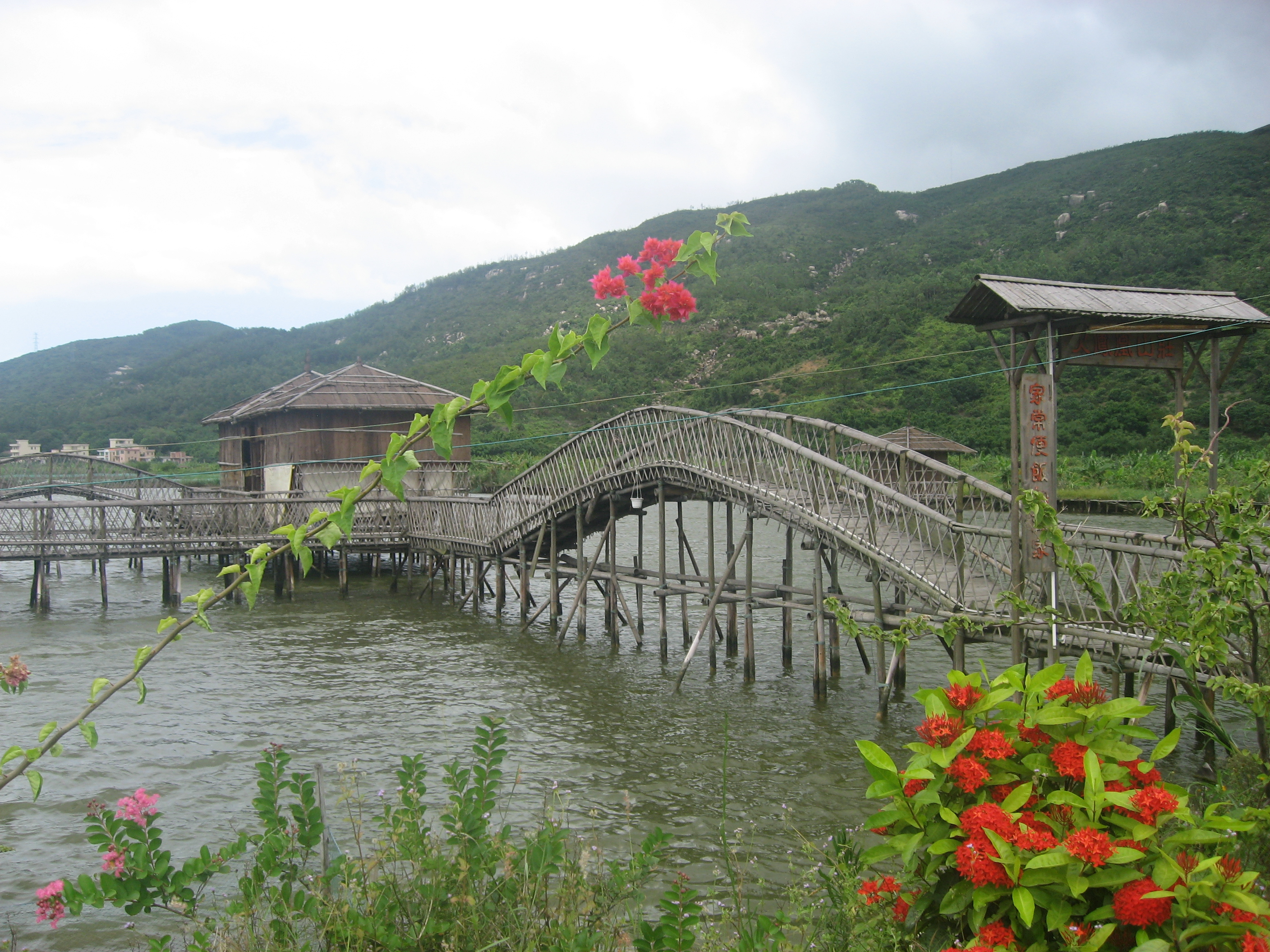
Хозяйство по выращиванию морепродуктов

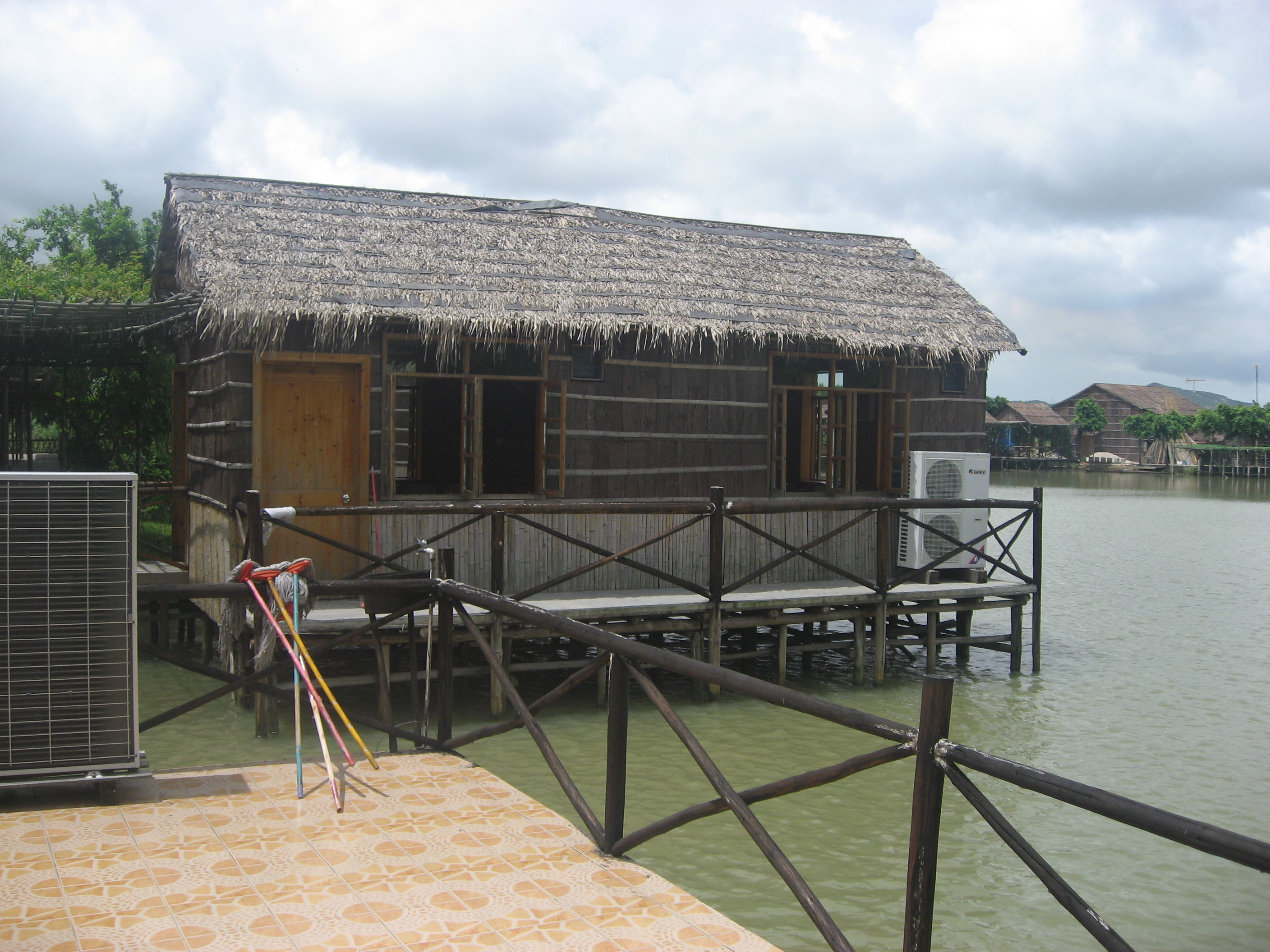
Рыбацкая деревня

Хэнцинь является зоной свободной торговли с упрощённым режимом инвестирования для компаний из Макао и Гонконга. Основными отраслями экономики являются рекреационный и деловой туризм, финансовые и деловые услуги, креативная индустрия, здравоохранение, традиционная китайская медицина, научные исследования, высокие технологии, строительство и недвижимость.
С 2009 по 2019 год в Хэнцине открыли свои офисы более 2,1 тыс. компаний из Макао, главным образом в сфере информационных технологий (в том числе программное обеспечение для игорной индустрии), туристических, медицинских и финансовых услуг. В апреле 2019 года Госсовет КНР одобрил строительство в Хэнцине международного туристическо-рекреационного острова, который будет специализироваться на рекреационном туризме, международной торговле, финансовых услугах и логистике.
В северо-восточной части острова, восточнее моста Хэнцинь и вдоль проспекта Шицзимэнь, расположен новый деловой центр Чжухая с небоскрёбами, в которых находятся офисы банков и компаний, а также гостиницы, престижное жильё и торговые центры. Технопарк InnoValley HQ в тесном сотрудничестве с Университетом Макао специализируется на исследованиях в областях биотехнологий, стволовых клеток, медицинского оборудования, искусственного интеллекта, блокчейна и больших данных.
Важными промышленными и научно-исследовательскими базами являются Промышленный парк сотрудничества Гуандун — Макао, Промышленно-технологический парк китайской медицины Гуандун — Макао и Хэнциньская долина предпринимательства для молодёжи Макао. Крупными центрами международной торговли и услуг являются Центр коммерции и торговли Китай — Португалия и Парк экономического и торгового сотрудничества Китай — Латинская Америка.
В июле 2016 года Пекинский педагогический университет и Пекинский университет китайской медицины создали в Хэнцине технопарк, специализирующийся на новой энергетике, умном производстве, робототехнике, нейронных процессах, традиционной китайской медицине и городском строительстве. Также на острове построено крупное газовое хранилище компании Sinopec.

### Зонирование
Хэнцинь поделён на несколько зон развития:
- Южная зона (экология, туризм, развлечения, пляжи, отели и разведение морепродуктов)
- Восточная зона (жильё, торговля, образование, исследования и логистика с Макао)
- Северо-восточная зона или Шицзимэнь (финансы, торговля, выставки, конференции и отели)
- Северная зона (жильё и развлечения, логистика с материковым Чжухаем)
- Северо-западная зона (инновации, исследования, экология и логистика с материковым Чжухаем)
- Зона центрального канала (экология, спорт и развлечения)

### Энергетика
В 2013 году на острове была введена в эксплуатацию парогазовая тепловая электростанция, которая снабжает Хэнцинь и часть Макао электроэнергией, горячей водой и теплом. На холмах и вдоль побережья острова построено несколько мощных ветряных электростанций. На крышах и фасадах зданий Хэнциня широко применяются солнечные панели и вертикальные сады. Часть электроэнергии поступает на остров по сетям компании China Southern Power Grid из соседних областей Гуандуна.
Все коммунальные коммуникации Хэнциня (электрические и телекоммуникационные кабели, водопровод, канализация, газовые и отопительные трубы, система кондиционирования воздуха) спрятаны в системе тоннелей общей протяжённостью более 33 км.

### Туризм
Основная специализация Хэнциня — туризм выходного дня для жителей соседних мегаполисов (прежде всего Макао, Чжухая, Гонконга, Шэньчжэня и Гуанчжоу), которые хотят посетить парки развлечений, пляжи, водопады, устричные фермы, рестораны и торговые центры. Многие китайские и иностранные туристы, приезжающие поиграть в казино Макао, совершают однодневную поездку в соседний Хэнцинь. Также развивается деловой туризм с уклоном на проведение выставок и конференций. В Хэнцине расположены крупные выставочные центры и конгресс-холлы (в том числе Chimelong International Conference Center), а также многочисленные отели, в том числе гостиницы международных сетей Hyatt Regency и Hilton Garden Inn.
Основные достопримечательности:
В юго-восточной части острова расположен обширный комплекс Chimelong International Ocean Tourist Resort компании Chimelong Group (Гуанчжоу). Ядром комплекса является парк развлечений Chimelong Ocean Kingdom, в состав которого входят океанариум, зоопарк, аттракционы, искусственные горы и каналы, музыкальные фонтаны, две крытые цирковые арены, отели Chimelong Circus, Chimelong Penguin, Chimelong Hengqin Bay и Chimelong Marine. В парке можно увидеть белух, китовых акул, косаток, дельфинов, скатов, белых медведей, морских львов, моржей и пингвинов. В 2018 году через Chimelong Ocean Kingdom прошло 10,83 млн посетителей. Также в состав курорта входят выставочные и спортивные залы, магазины и рестораны.
В центральной части острова находится торгово-развлекательный и жилой комплекс Novotown компании Lai Sun Group (Гонконг), в состав которого входят кинотеатр Lionsgate Entertainment World, музей футбольного клуба «Реал Мадрид», гостиница Hyatt Regency, образовательный центр National Geographic, аттракционы виртуальной реальности, многочисленные магазины и рестораны.
Рядом с комплексом Novotown расположен каскад водопадов «Три шага» — три водопада (Дася, Фэйлин и Линъинь), которые стекают в нижний бассейн. Это популярное среди туристов место с живописными пейзажами окружено лесами, холмами и пешеходными тропами.
В деловом квартале Шицзимэнь установлен памятный камень, который обозначает поле битвы между армиями династий Южная Сун и Юань в 1278 году. На северном побережье острова, рядом с мостом Хэнцинь расположен большой тематический парк камней (Stone Exposition Park). На юго-восточном побережье острова раскинулся обширный Устричный эко-парк, где можно увидеть как выращивают моллюсков и попробовать устриц. Вдоль культурной улицы Сянчжоу (Xiangzhou Culture Street) расположены деревня народных промыслов и культуры, художественные галереи, магазины и рестораны.
Рядом с пограничным комплексом Порт-Хэнцинь, на пересечении с улицей Хуаньдао, раскинулась площадь Дружбы, также известная как Legend Ponto. Построенная компанией Macau Legend Development в 2017 году, площадь известна своим большим торговым центром в виде венецианского дворца, модными магазинами, ресторанами и развлекательными заведениями.

### Строительство и недвижимость
С начала 2010-х годов в Хэнцине начался строительный бум — ежегодно в районе возводятся большие объёмы офисной, гостиничной, торговой и жилой недвижимости. В декабре 2012 года рядом с кампусом университета был завершён первый жилой комплекс нового района — Hengqin New Homeland. Самыми высокими зданиями Хэнциня являются Hengqin IFC (337 м), CCCC Southern Financial Investment Building (310 м), Huafa Plaza (250 м) и башня А комплекса Hengqin Financial Leasing (209 м).
В Хэнцине расположены офисы и исследовательские центры компаний Google, Leica Camera, Emstan, Zhaobang Smartech, Vimicro Electronics. Крупнейшими инвесторами в недвижимость Хэнциня являются Chimelong Group, Huafa Group, Lai Sun Group, Galaxy Entertainment Group, Shun Tak Holdings, Nam Kwong Group, Macau Legend Development, China Poly Group, Haoyi Real Estate и Las Vegas Sands.

### Финансовый сектор
По состоянию на 2016 год добавленная стоимость финансового сектора Хэнциня достигла 1,4 млрд юаней (207 млн долларов США), увеличившись на 91 % в годовом исчислении, и составила 8,91 % ВВП района. К апрелю 2017 года на острове работало почти 4,6 тыс. финансовых предприятия с уставным капиталом 614,1 млрд. юаней (89,6 млрд. долл. США); к концу мая 2017 года в Хэнцине насчитывалось уже более 4,9 тыс. финансовых предприятий (банки, страховые компании, торговцы ценными бумагами, частные фонды).
Финансовые учреждения сконцентрированы в деловом районе Шицзимэнь и в офисном комплексе Hengqin Finance Industry Service Base. В Хэнцине базируется страховая компания Hengqin Life Corporation. Свои региональные офисы в Хэнцине имеют Industrial and Commercial Bank of China, Agricultural Bank of China, Bank of China, China Construction Bank, China Merchants Bank, Ebizbank.

### Сельское хозяйство
Хэнцинь славится на всю провинцию своими большими устрицами. Кроме того, в сельских районах острова выращивают рис, бок-чой и бананы, разводят уток, гусей, крабов, креветок, крокодилов, черепах и свиней. Развиты обработка тростника и рыболовство.

## Транспорт

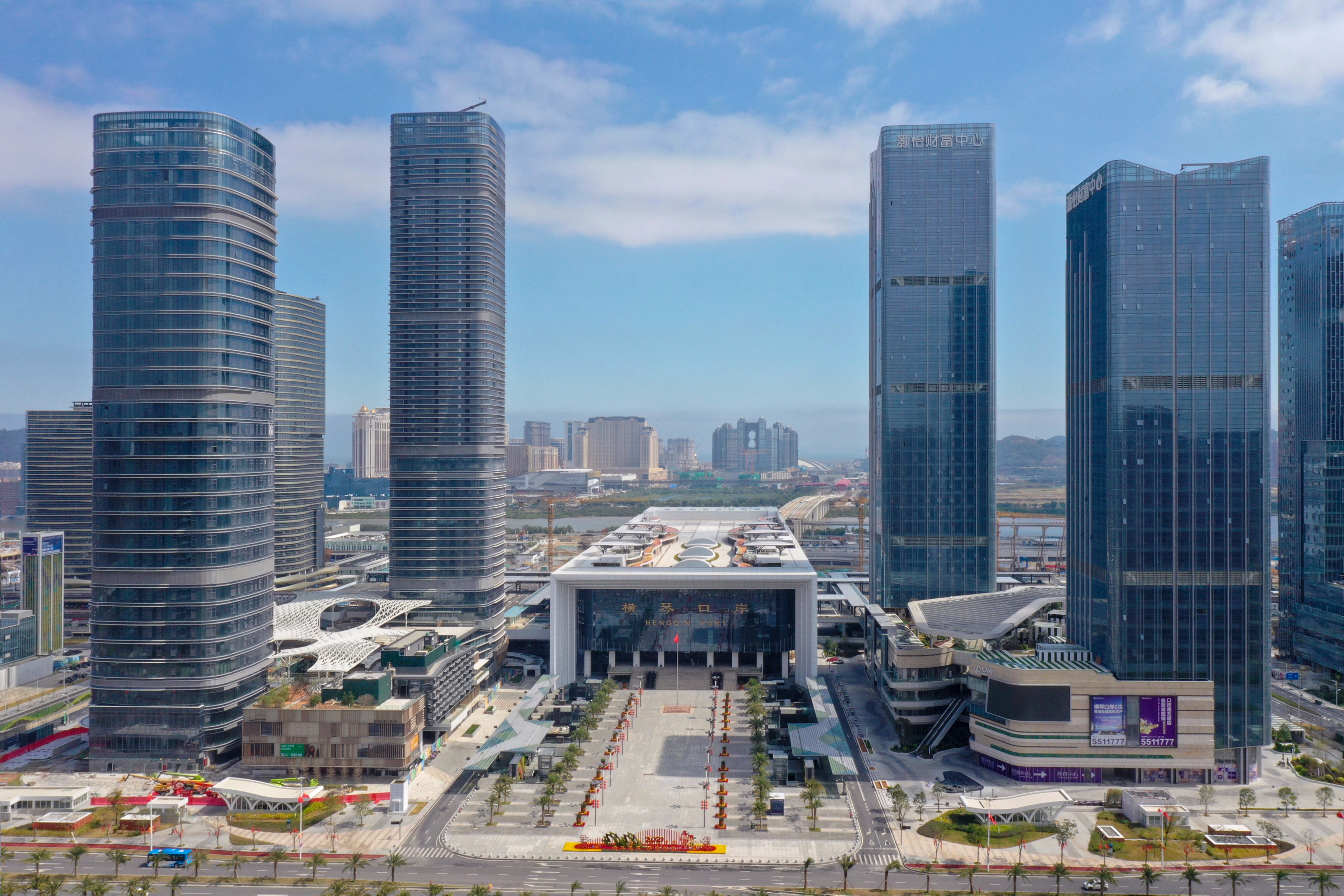
Порт Хэнцинь — пропускной пункт на границе с Макао

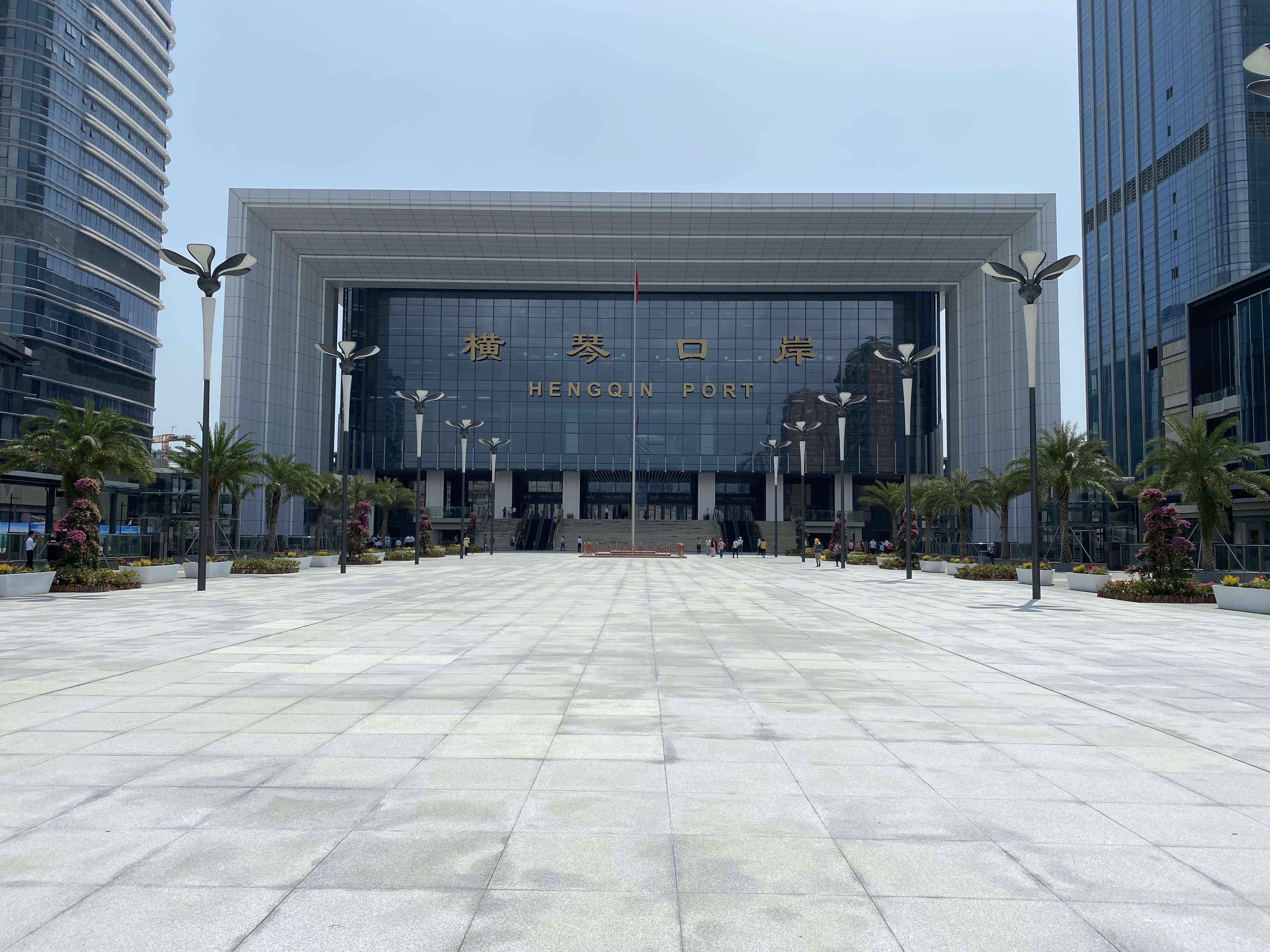
Порт Хэнцинь

На территории района берёт своё начало автострада G94 (Pearl River Delta Ring), которая связывает Чжухай, Чжуншань, Фошань, Гуанчжоу, Дунгуань, Шэньчжэнь и Гонконг. Через систему эстакад и развязок Хэнцинь связан с мостом Гонконг — Чжухай — Макао.
В 1999 году был введён в эксплуатацию первый автомобильный мост, связавший остров Хэнцинь с материковой частью Чжухая — шестиполосный мост Хэнцинь (Hengqin Bridge). В 2000 году был построен шестиполосный автомобильный мост Лотоса (Lótus Bridge), связавший Хэнцинь с новым районом Котай в Макао. В 2018 году через северный пролив Малючжоу был проложен 2,8-километровый подводный автомобильный тоннель. Автомобили с номерными знаками Макао могут свободно въезжать на остров Хэнцинь (для остальной территории провинции Гуандун необходимо наличие номеров и Гуандуна, и Макао).
В августе 2020 года открылась первая фаза Чжухайской железной дороги. 17-километровая линия связала между собой главный вокзал и парк развлечений Chimelong Ocean Kingdom. Строится вторая фаза дороги, которая протянется от парка развлечений до аэропорта Чжухай Цзиньвань. На главном вокзале Чжухая можно пересесть на скоростную линию Чжухай — Гуанчжоу.
В декабре 2024 года состоялось открытие наземной линии метрополитена Макао, которая через мост Лотоса связала между собой Хэнцинь (пункт пропуска Порт-Хэнцинь) и Котай (пункт пропуска Лотос-Чекпойнт). Далее линия продолжилась до комплекса Chimelong International Ocean Tourist Resort. Главным транспортным, пограничным и таможенным узлом острова является многофункциональный комплекс Порт Хэнцинь, через который проходят пассажиры, автомобили и товары, следующие между Макао и Чжухаем.
Ближайшим аэропортом является Международный аэропорт Макао, из которого совершаются рейсы в Тайбэй, Шанхай, Сеул, Гаосюн, Пекин, Бангкок, Куала-Лумпур и Манилу. Также недалеко от Хэнциня расположены международные аэропорты Чжухая, Гонконга, Шэньчжэня и Гуанчжоу.
В 2022 году был построен автомобильно-железнодорожный мост Цзиньхай через реку Модао, связавший Хэнцинь с международным аэропортом Чжухая. В центре моста расположена двухполосная междугородная скоростная железная дорога, а по обе стороны от неё — шестиполосная скоростная автомагистраль с двусторонним движением.

## Образование
Кампус государственного Университета Макао расположен на восточном побережье острова Хэнцинь, южнее пограничного пункта пропуска и напротив района Котай. Участок земли под кампус площадью 1,1 км² правительство Макао арендует у Китая, на территорию университета распространяется юрисдикция Макао. Строительство университета началось в конце 2009 года, в 2014 году он принял первых студентов (здесь обучается более 10 тыс. человек). В состав кампуса входят учебные и лабораторные корпуса, библиотека, общежития для студентов и преподавателей, административный корпус, пожарная часть, крытый спортивный центр, стадион с крытой трибуной, спортивные площадки и теннисные корты, автобусная станция. Университет соединён с территорией Макао подводным пешеходным туннелем.
Многие жители Макао отдают своих детей в детские сады, начальные и средние школы района Хэнцинь.

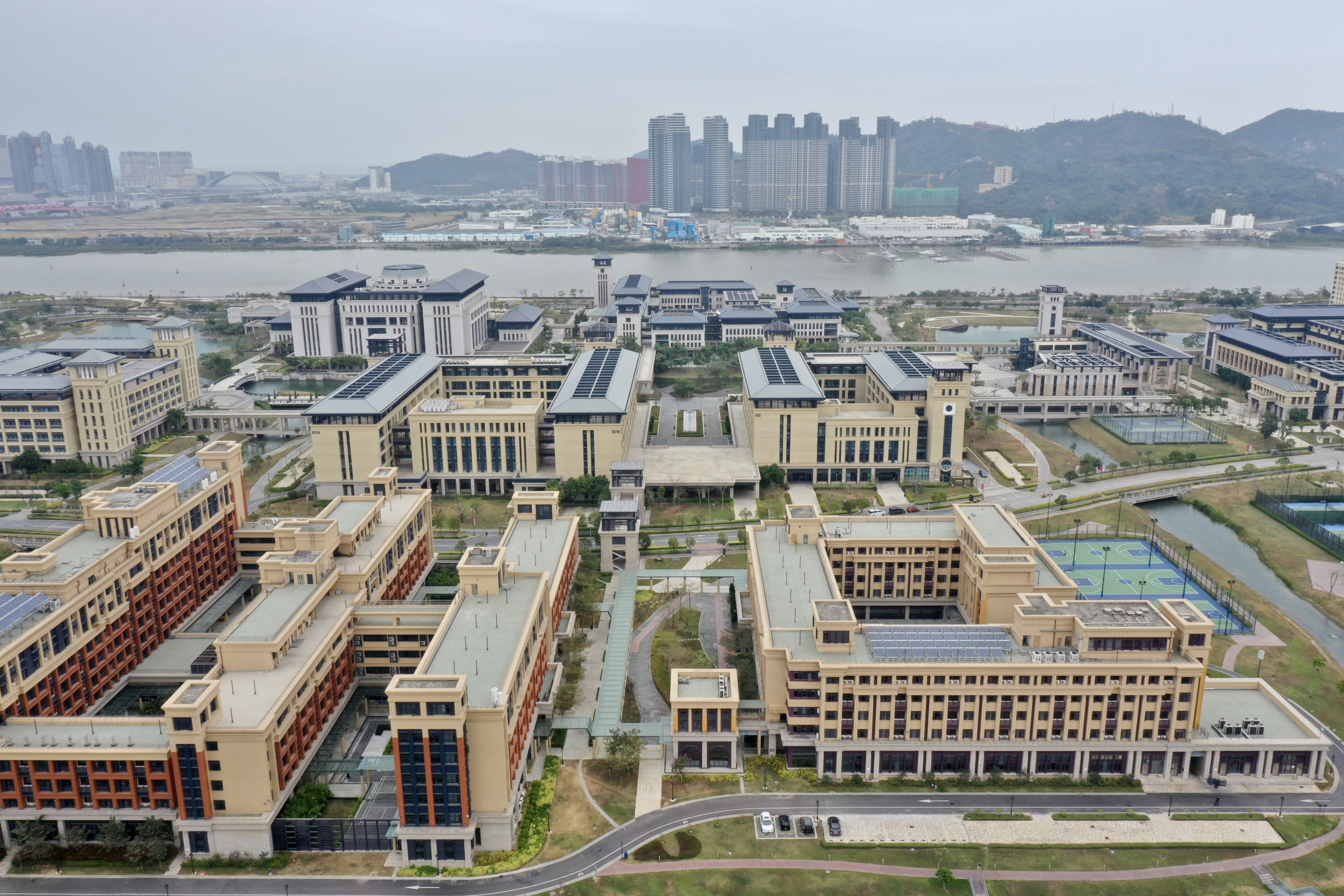
Кампус
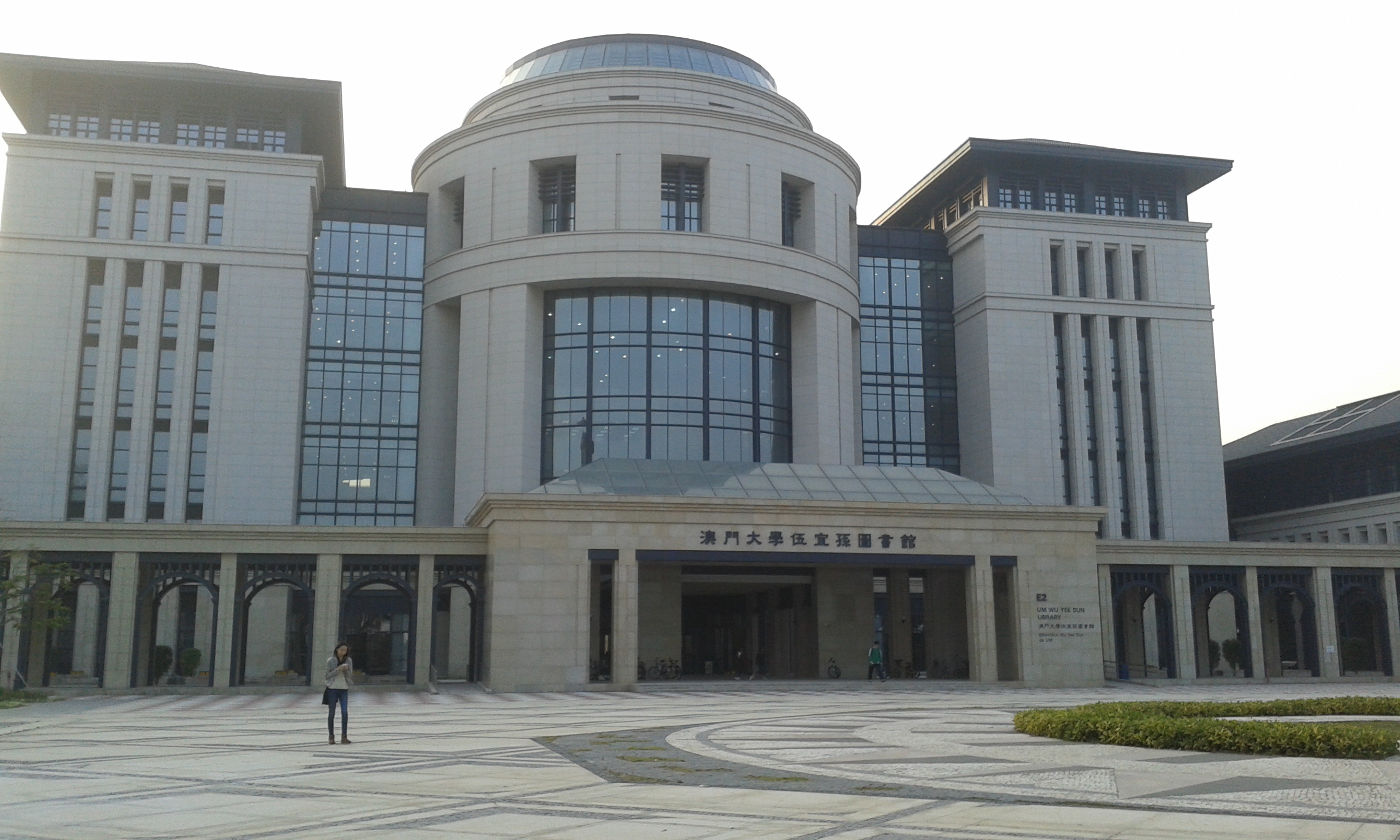
Библиотека
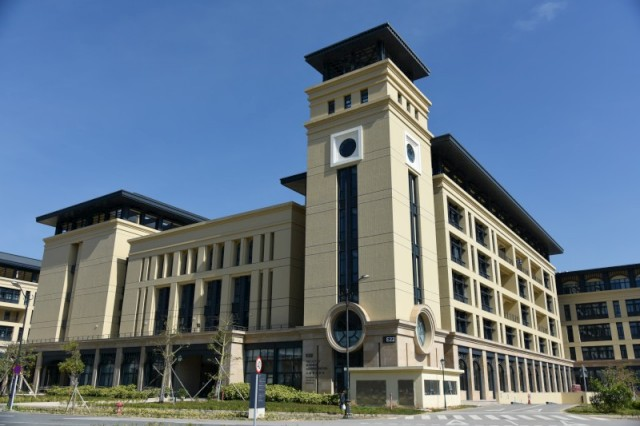
Факультет менеджмента
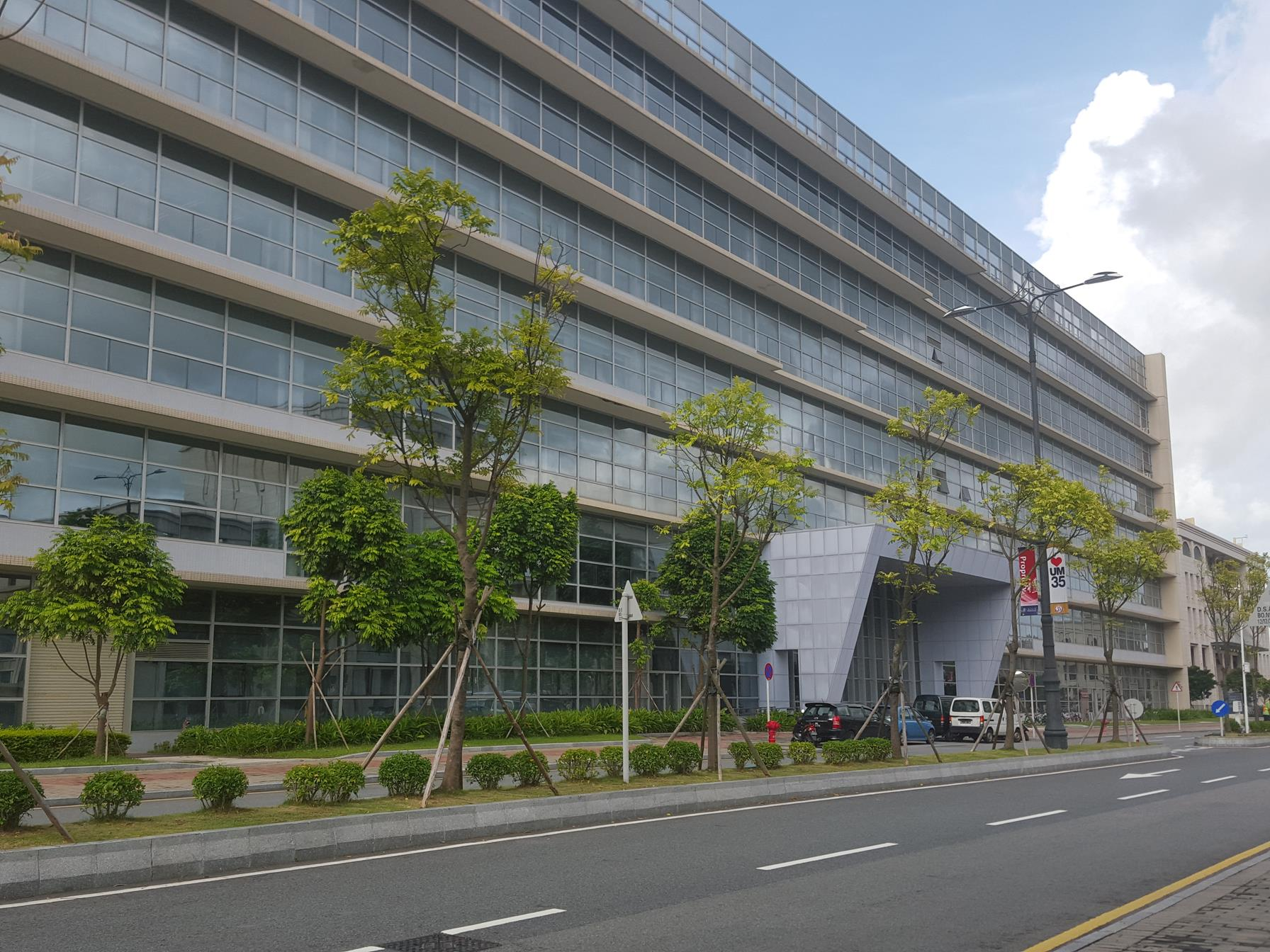
Учебный корпус
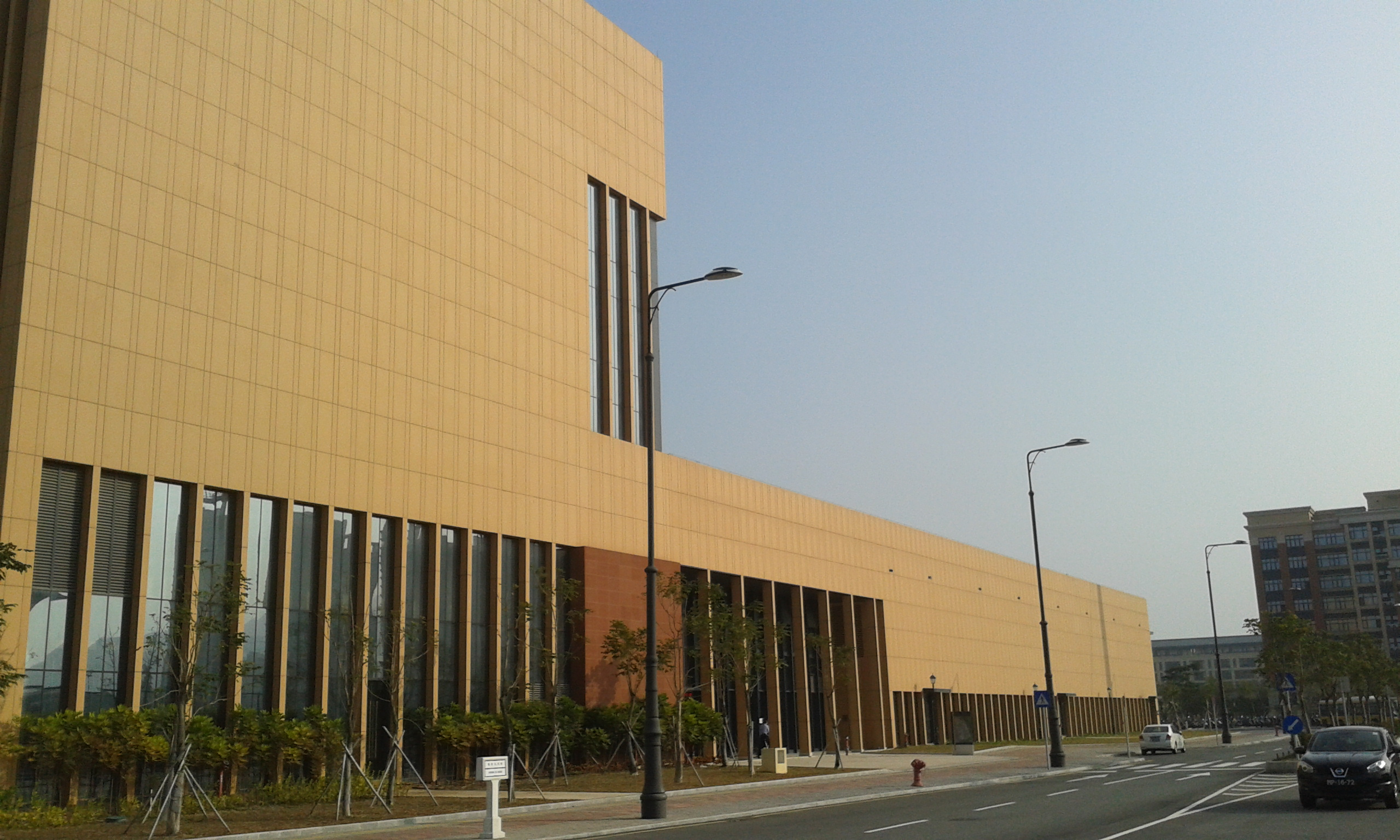
Спортивный центр
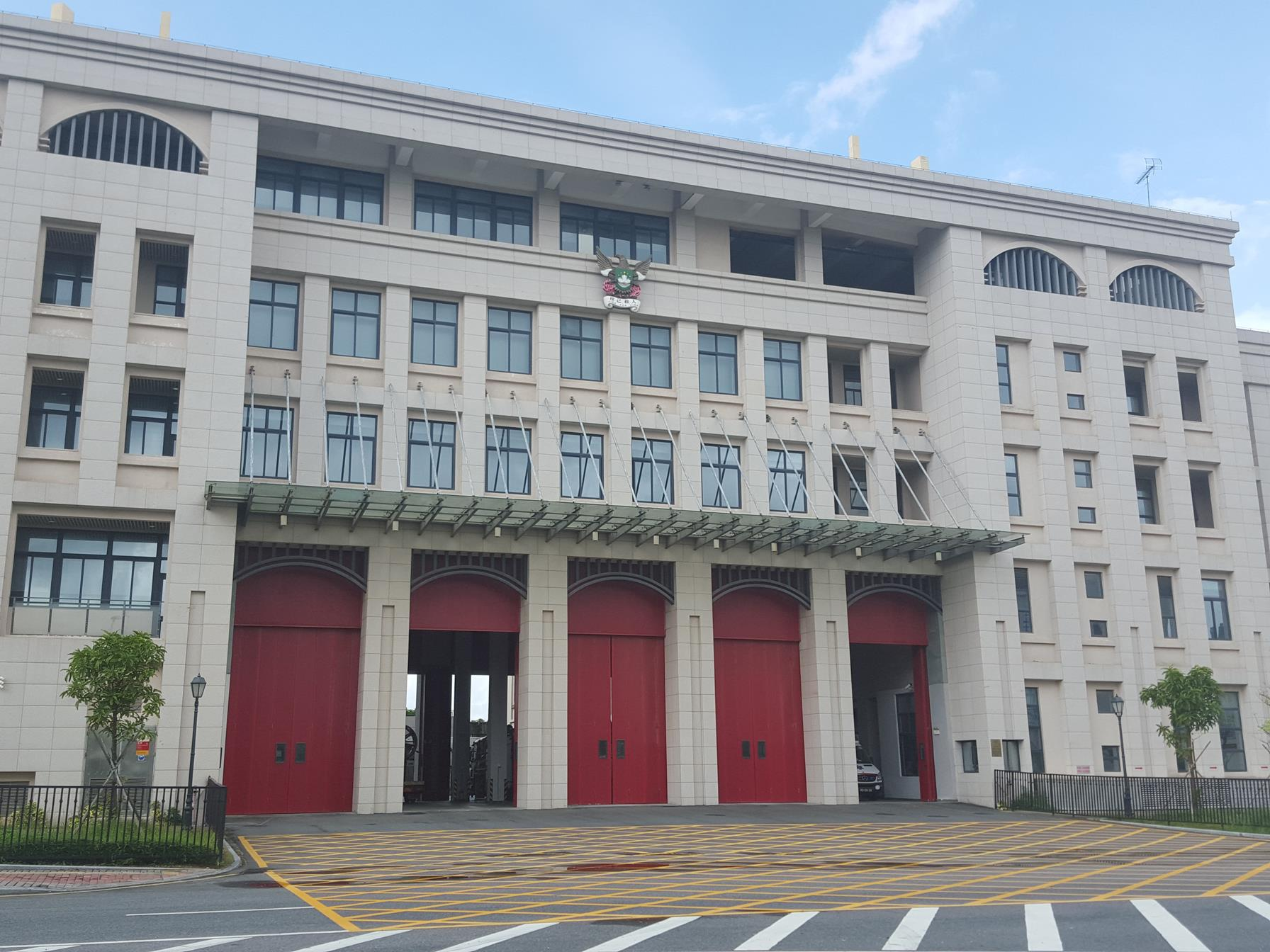
Пожарная часть

## Культура
Для кантонской культуры Хэнциня характерны проведение цветочных ярмарок во время празднования Нового года, приверженность кантонской кухне и употребление утреннего чая с димсам. На острове популярны кусочки жареного гуся со сладким соусом, вонтоны с креветками, куриный суп с лапшой, свиной суп с женьшенем, рисовые роллы с фаршем и соевым соусом, рис в горшочке с овощами, свининой, курицей или колбасой, хрустящие пирожки с дурианом и столетнее яйцо.
Ежегодно на острове Хэнцинь, на аренах Chimelong International Ocean Tourist Resort  проходит Международный фестиваль циркового искусства.

## Спорт

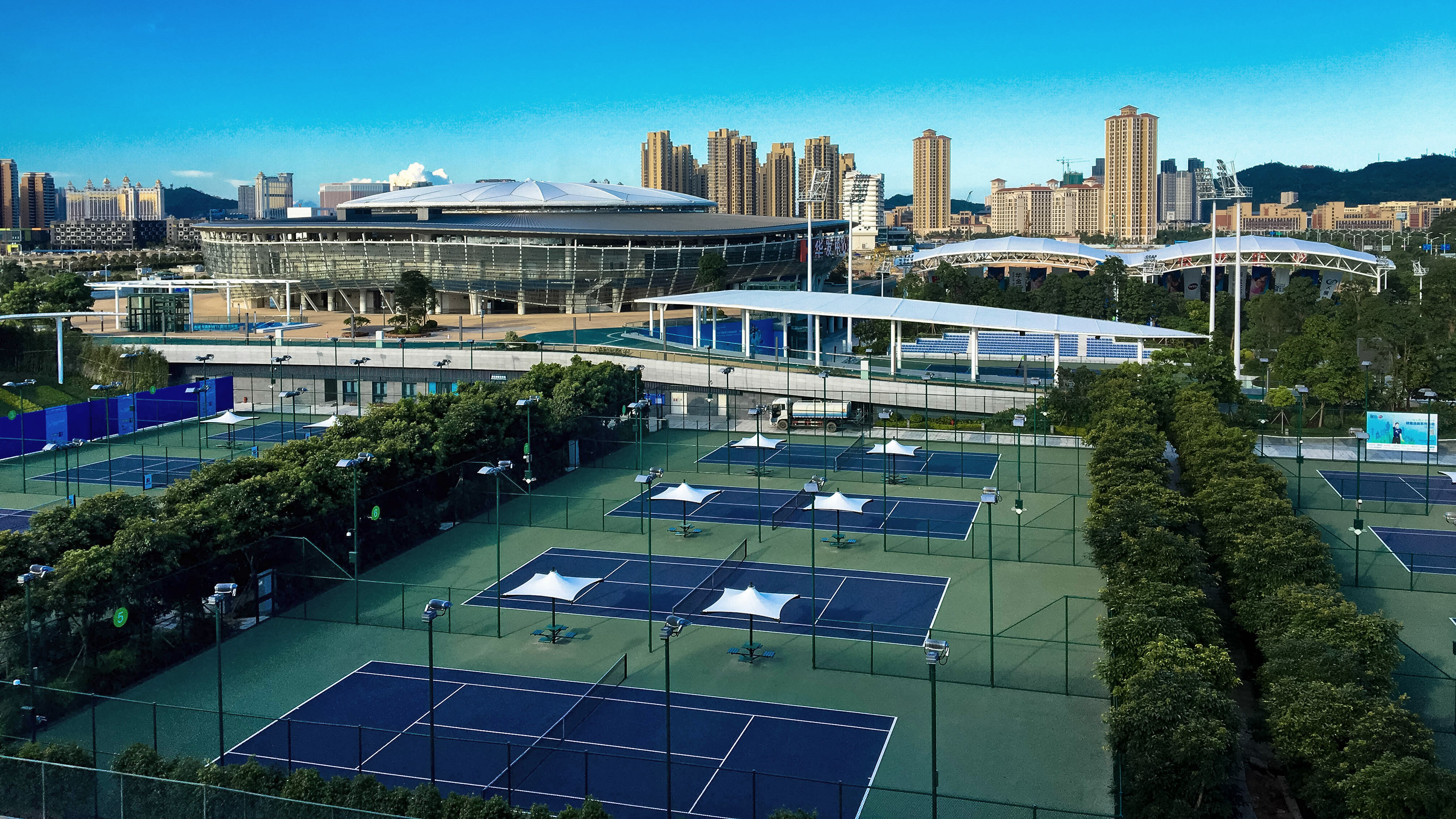
Теннисный центр Хэнциня

Рядом с университетским кампусом расположен Международный теннисный центр компании Huafa Group, открывшийся в сентябре 2015 года. Проект комплекса разработала американская архитектурная фирма Populous. В состав центра входят главная арена на 15 тыс. мест, центральный корт на 5 тыс. мест, корт на 1,5 тыс. мест, четыре корта на 250 мест каждый, 12 тренировочных кортов, крытый тренировочный зал, общежития для спортсменов, музей тенниса и парковая зона. Здесь проходят соревнования в рамках WTA Elite Trophy, Zhuhai Open и плей-офф Азиатско-Тихоокеанского региона Australian Open.
В северной части острова расположен большой гольф-клуб Orient.

## Здравоохранение
На острове расположена районная больница Чжухай Хэнцинь.